# CF Asturias

Logo des Club Asturias aus den 1940er Jahren

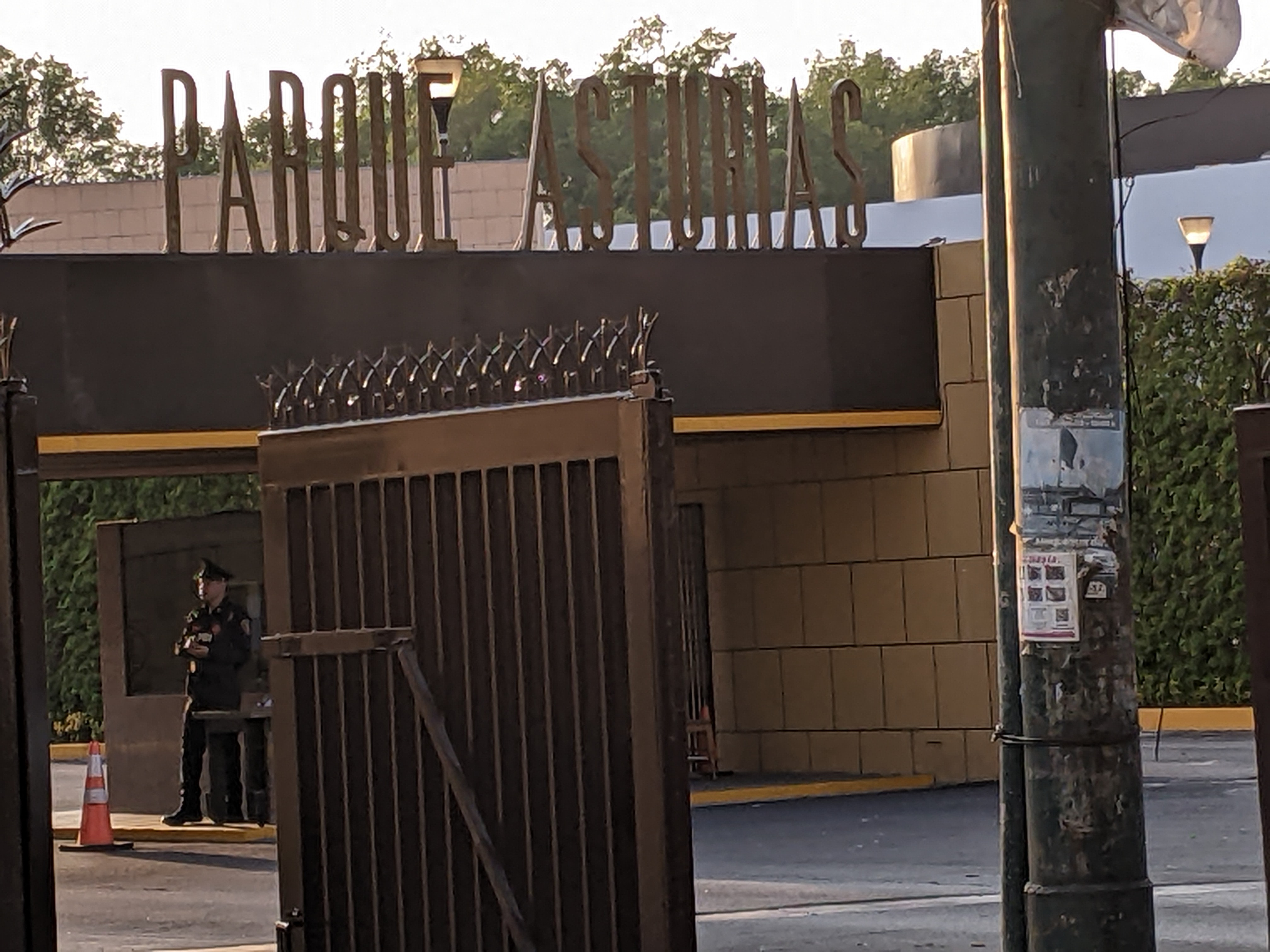
Einfahrt zum Centro Asturiano de México A.C. in Coyoacán

Der Club de Fútbol Asturias ist eine Abteilung des am 7. Februar 1918 von asturischen Einwanderern im Hause von Antonio Martinez Cuétara in Mexiko-Stadt ins Leben gerufenen Centro Asturiano de México AC. Die eigentliche Motivation zur Gründung dieses Zentrums war die Aufstellung einer Fußballmannschaft, die alle emigrierten Asturier vereinen sollte.

## Geschichte
Der CF Asturias spielte seit der Saison 1919/20 bis zu ihrer Auflösung nach der Saison 1942/43 in der Primera Fuerza und ging als erster Meister der 1943/44 eingeführten Profiliga in die Geschichte des mexikanischen Fußballs ein. Am Saisonende hatte Asturias gleichauf mit dem spanischen Rivalen España gelegen, so dass ein Entscheidungsspiel notwendig wurde. Dieses entschied Asturias mit 4:1 deutlich zu seinen Gunsten.
Außerdem ist der CF Asturias mit acht Erfolgen Rekordpokalsieger von Mexiko.
Bei Einführung des Profifußballs 1943 besaßen die Asturianos mit dem vereinseigenen Parque Asturias den modernsten Fußballtempel Mexikos.
Gemeinsam mit dem Real Club España und der UD Moctezuma zog der Verein seine Fußballmannschaft 1950 aufgrund von Verbandsquerelen aus der Profiliga zurück. Um auch als Amateursportverein weiterhin an ganzjährig organisierten Fußballturnieren teilnehmen zu können, rief der CF Asturias in Zusammenarbeit mit dem Real Club España und der Spanischen Gemeinde von Mexiko-Stadt im Jahr 1954 die Liga Española de Fútbol de México ins Leben.
Der Name des Vereins bezieht sich auf die im Nordwesten Spaniens gelegene Provinz bzw. heutige autonome Region Asturien (span. Asturias), woher die Gründerväter des Vereins kamen.

## Die Meistermannschaften
Nachstehend sind alle bekannten Spieler aus den drei Meisterschaftskadern des CF Asturias in alphabetischer Reihenfolge aufgeführt:
- Saison 1922/23: Manuel Aguilar, Santiago Arias, Luis Argüelles, José Ramón Ballina, Francisco J. Bernot, Alberto Caso, Andrés Cobo, "Lico" Cortina, Roberto Lecanda, Aquilino López, Salvador Méndez, Manuel Poncela, Leopoldo Presas, Octavio Rimada, Guillermo Riquer, Oscar Riquer, Enrique Rodríguez. (Trainer: Gerald Brown)
- Saison 1938/39: Aguirre, Luis Argüelles, Frade, Fernando García "El Gavilán", José Antonio Hütt, Enrique Larrinaga, Carlos Laviada, „Negro“ León, Moncada, Julio Munlloch, Efraín Ruiz, Justo Sansebastián, Soto, Joaquín Urquiaga, Villar.
- Saison 1943/44: Roberto Aballay, Ignacio Cabezón, Francisco Fandiño, „Pulques“ León, José Menéndez, José Noguera, Pedro Regueiro, Tomás Regueiro, José Antonio Rodríguez, Raúl Santiso, Roberto Suárez; ferner im Kader: Armando Aguilar, Salvador Arizméndi, Tomás Ordóñez, Ismael Zavaleta. (Trainer: Ernst Pauler)

## Statistische Angaben zum CF Asturias
Gründungsdatum: 7. Februar 1918

Spitzname: Asturianos (die Asturier)

Vereinsfarben: blau-weiß

Landesmeister: 1923, 1939, 1944

Pokalsieger: 1922, 1923, 1924, 1934, 1937, 1939, 1940, 1941

## Trainer
- György Orth (1949–1950)